# Prešovský kraj
Prešovský kraj, s hlavním městem Prešovem, je jeden z osmi krajů Slovenska. v roce 2021 zde žilo 808 931 obyvatel.
Do Prešovského kraje patří celkem 666 obcí, z toho 23 měst.

## Charakter kraje
Leží na severovýchodě země, spolu s Košickým krajem přibližně odpovídá bývalému Východoslovenskému kraji. V 19. století byly části dnešního regionu součástí žup Liptovské, Spišské, Šarišské a Zemplínské. Dnes zde žijí většinou Slováci, na severu a východě území ale existuje i ukrajinská a rusínská (v minulosti početná) menšina, na celém území žijí i Romové. Prešovský kraj patří mezi méně ekonomicky vyspělé slovenské kraje, většina jeho území je hornatá a tak nevhodná pro zemědělství.

## Okresy
- Okres Bardejov
- Okres Humenné
- Okres Kežmarok
- Okres Levoča
- Okres Medzilaborce
- Okres Poprad
- Okres Prešov
- Okres Sabinov
- Okres Snina
- Okres Stará Ľubovňa
- Okres Stropkov
- Okres Svidník
- Okres Vranov nad Topľou